# Dorylomorpha clavata
Dorylomorpha clavata är en tvåvingeart som beskrevs av David Edward Albrecht 1979. Dorylomorpha clavata ingår i släktet Dorylomorpha och familjen ögonflugor. Arten har ej påträffats i Sverige. Inga underarter finns listade i Catalogue of Life.